# Oláhhorvát
Oláhhorvát település Romániában, Szilágy megyében.

## Fekvése
Szilágycseh és Benedekfalva között fekvő település.

## Története
A Szilágycseh közelében fekvő Oláhhorvát települést némelyik oklevél Csehi-Horváth-nak is nevezte.
1387-ben említették először az oklevelek, ekkor az aranyosi várhoz tartozó magyarok lakta falu volt, birtokosai a Kusalyi Jakcs család tagjai voltak. 
1494-ben a Közép-Szolnok vármegyéhez tartozó birtok Jakcsi Ferencé volt, aki azt ez évben Drágffy Bertalannak adta.
1505-1595 között Kusalyi Jakcs László és családja és Drágffy György és János birtoka volt.
1640-ben özvegy Gyulafi Sámuelnét említették birtokosának.
A 17. századból fennmaradt a Csehi javak urbáriuma című jegyzék szerint Horváthon 13 jobbágy volt.
1676-ból Szilágy-Cseh urbáriumának összeírásában Horváth részbirtokban 2 jobbágyot jegyeztek fel.
1733-ban gróf Bethlen László oláh-horváti zsellérei tanúskodtak gróf Gyulai Istvánnak egy győrteleki jobbágyáért.
Az 1787-es összeíráskor a település főbb birtokosai báró Bornemissza József, Iktári gróf Bethlen Sámuel, báró Bánffy László, gróf Gyulai József és báró Naláczi József.
1847-ben 238 görögkatolikus lakosa volt.
1890-ben 183 lakosából 12 magyar, 171 román, melyből 2 római katolikus, 171 görögkatolikus, 1 református, 9 izraelita volt. A házak száma 41 volt.
Az 1910-es népszámlálás adatai szerint Oláhhorvátnak 297 lakosa volt. Ebből 15 magyar, 282 román, melyből 3 római katolikus, 284 görögkatolikus, 9 izraelita volt.
A 20. század elején Szilágy vármegye Szilágycsehi járásához tartozott.

## Nevezetességek
- Görögkatolikus fatemploma 1749-ben épült.